# Alain De Roo
Pour les articles homonymes, voir De Roo.
Alain De Roo, né le 27 novembre 1955 à Gand, est un coureur cycliste belge, en activité de 1975 à 1989.

## Carrière
Il commence sa carrière professionnelle avec Flandria-Velda, l’équipe de Sean Kelly, Freddy Maertens, Joaquim Agostinho et Michel Pollentier, entre autres. Lors de sa première année, il remporte la première étape du Tour d'Indre-et-Loire et termine troisième du Circuit du Houtland. L’année suivante, il finit sur le haut du podium de cette dernière course. En 1980, il fait le pas dans l’équipe italienne de San Giacomo avec Freddy Maertens et participe au Tour d'Espagne. Un an plus tard, tous deux courent pour une équipe belge, Boule d’Or. Au service de cette équipe, il participe deux fois au Tour de France et remporte le Circuit du Tournaisis en 1982. De 1982 à 1985, De Roo gagne de nombreuses victoires et places d’honneur dans les courses belges. Il est deux fois vainqueur du Grand Prix du 1er mai et une fois second. À partir de 1986, il joue un rôle un peu moins important et le nombre de places d’honneur diminue. Sa dernière victoire professionnelle en 1987 est le Prix du Jeudi Saint à Bellegem.

## Palmarès
- 1976
  - 3e de Gand-Wervik
- 1978
  - 1re étape du Tour d'Indre-et-Loire
  - 3e du Trèfle à Quatre Feuilles
  - 3e du Circuit du Houtland
- 1979
  - Circuit du Houtland
  - 3e de la Zwevezele Koers
- 1980
  - 2e de la Heusden Koers
- 1981
  - 2e du championnat de Belgique de course derrière derny
- 1982
  - Circuit du Brabant occidental
  - Circuit du Tournaisis
  - 2e du Circuit des Ardennes flamandes - Ichtegem
  - 2e du Grand Prix Paul Borremans
- 1983
  - Grand Prix du 1er mai - Prix d'honneur Vic De Bruyne
- 1984
  - Grand Prix du 1er mai - Prix d'honneur Vic De Bruyne
  - Leeuwse Pijl
  - 2e du Grand Prix de la ville de Zottegem
  - 2e du Circuit des Ardennes flamandes - Ichtegem
  - 3e du Samyn
  - 3e de la Wanzele Koerse
- 1985
  - Grand Prix Betekom
  - Grand Prix de Hannut
  - 2e du Grand Prix du 1er mai - Prix d'honneur Vic De Bruyne
- 1986
  - Wingene Koers
  - 2e du Grand Prix de la ville de Vilvorde

## Résultats sur les grands tours

### Tour de France
2 participations :
- 1981 : 119e au classement général.
- 1982 : 123e au classement général.

### Tour d'Espagne
1 participation :
- 1980 : hors délais à la 15e étape